# Петропавловский район (Северо-Кавказский край)
Петропавловский район — административно-территориальная единица в составе Юго-Восточной области и Северо-Кавказского края, существовавшая в 1924—1929 годах. Центр — станица Петропавловская.
Петропавловский район был образован 19 июля 1924 года в составе Армавирского округа Юго-Восточной области. 16 октября 1924 года Юго-Восточная область была преобразована в Северо-Кавказский край.
К началу 1925 года в Петропавловский район входили 13 сельсоветов: Алексеевский-Петропавловский, Алексеевский-Тенгинский, Булгаковский, Верёвкинский, Воздвиженский, Геймановский, Левандовский, Новокрасный, Песчаный, Петропавловский, Скобелевский, Сухокутский и Тенгинский.
6 ноября 1929 года Вознесенский район был упразднён. Его территория в полном составе была передана в Курганинский район.